# San Rafael Pétzal
San Rafael Pétzal («San Rafael»: en honor a San Rafael Arcángel) es un municipio del departamento de Huehuetenango de la región nor-occidente de la República de Guatemala.
Es el municipio más pequeño que tiene el departamento de Huehuetenango siendo superado por el segundo más pequeño por 10 km² que es el municipio de San Gaspar Ixchil. Fue fundado y categorizado oficialmente como municipio de 21 de mayo de 1890.
En 1935, como parte del esfuerzo del general Jorge Ubico para paliar los efectos de la Gran Depresión en la economía guatemalteca, muchos municipios fueron convertidos en aldeas e integrados a municipios mayores; de esta cuenta, San Rafael Petzal fue integrado como aldea al municipio de Colotenango, aunque en el 1947 el gobierno del Dr. Juan José Arévalo lo categorizó nuevamente como municipio.[cita requerida]
El municipio de San Ildefonso Ixtahuacán se convirtió en el centro de comercio principal de San Rafael Pétzal cuando se descubrieron minas de minerales en ese lugar el 15 de julio de 1958.

## Demografía
El municipio tiene, en 2022, una población aproximada de 12 786 habitantes según proyecciones basadas en el censo de población del año 2018 con una densidad de 551 personas por kilómetro cuadrado. Existe una población superior de gente de etnia indígena representando el 98 % de la población total, y el 2% es población ladina.

## División política
El municipio tiene varios centros poblados dividiéndose en áreas urbana y rural; cuenta con cuatro aldeas, doce caseríos, veintisiete labores y seis fincas, que son:
| División | Listado |
| -------- | --- |
| Aldeas   | Tuisnainá, El Oratorio, Xechul y Santa Isabel |
| Caseríos | - Cabecera: Xechul, Santa Isabel, El Oratorio, Tuisnainá - El Centro: Tuismeyná, Tuisniguas, Tuitjatzichín, Buena Vista - Tultzalaj: El Limonar, Agua Blanca - Ixquichbé: Buena Vista, El Rancho - Hiedra Colorada |
| Labores  | 1. Xepic 2. Tojlop 3. Tuixap 4. El Prado 5. Ixquilá 6. Xechuitz 7. Tuitloxic 8. El Jocotal 9. El Mirador 10. Tuilá 11. El Conjunto 12. El Consuelo 13. La Florida 14. Piedra Seca 15. San Felipe 16. Buena Vista 17. El Diamante 18. El Zacatonal 19. El Aguacate 20. Los Mangales 21. La Providencia 22. El Injertal López 23. El Injertal Villatoro 24. El Injertal Sánchez 25. El Injertal Jerónimo 26. El Oratorio Sánchez 27. El Dominante |
| Fincas   | Buena Vista, Chacal, Ciénega Yalcastán, El Campamento Salamay, El Carmen, El Limón Chiquial |

## Geografía física
San Rafael Pétzal es el municipio más pequeño que tiene el departamento de Huehuetenango ya que tiene una extensión territorial de 25 km².

### Clima
La cabecera municipal de San Rafael Petzal tiene clima templado (Köppen: Cwb).
| Parámetros climáticos promedio de San Rafael Petzal | Parámetros climáticos promedio de San Rafael Petzal | Parámetros climáticos promedio de San Rafael Petzal | Parámetros climáticos promedio de San Rafael Petzal | Parámetros climáticos promedio de San Rafael Petzal | Parámetros climáticos promedio de San Rafael Petzal | Parámetros climáticos promedio de San Rafael Petzal | Parámetros climáticos promedio de San Rafael Petzal | Parámetros climáticos promedio de San Rafael Petzal | Parámetros climáticos promedio de San Rafael Petzal | Parámetros climáticos promedio de San Rafael Petzal | Parámetros climáticos promedio de San Rafael Petzal | Parámetros climáticos promedio de San Rafael Petzal | Parámetros climáticos promedio de San Rafael Petzal |
| Mes                                                 | Ene.                                                | Feb.                                                | Mar.                                                | Abr.                                                | May.                                                | Jun.                                                | Jul.                                                | Ago.                                                | Sep.                                                | Oct.                                                | Nov.                                                | Dic.                                                | Anual                                               |
| --------------------------------------------------- | --------------------------------------------------- | --------------------------------------------------- | --------------------------------------------------- | --------------------------------------------------- | --------------------------------------------------- | --------------------------------------------------- | --------------------------------------------------- | --------------------------------------------------- | --------------------------------------------------- | --------------------------------------------------- | --------------------------------------------------- | --------------------------------------------------- | --------------------------------------------------- |
| Temp. máx. media (°C)                               | 21.1                                                | 21.9                                                | 23.8                                                | 24.2                                                | 23.1                                                | 22.0                                                | 21.6                                                | 22.2                                                | 21.7                                                | 21.0                                                | 21.4                                                | 21.1                                                | 22.1                                                |
| Temp. media (°C)                                    | 14.0                                                | 14.5                                                | 16.2                                                | 17.0                                                | 16.9                                                | 16.7                                                | 16.2                                                | 16.2                                                | 16.2                                                | 15.6                                                | 15.1                                                | 14.5                                                | 15.8                                                |
| Temp. mín. media (°C)                               | 7.0                                                 | 7.1                                                 | 8.7                                                 | 9.8                                                 | 10.8                                                | 11.4                                                | 10.8                                                | 10.2                                                | 10.8                                                | 10.2                                                | 8.8                                                 | 8.0                                                 | 9.5                                                 |
| Precipitación total (mm)                            | 11                                                  | 9                                                   | 23                                                  | 58                                                  | 114                                                 | 228                                                 | 141                                                 | 142                                                 | 190                                                 | 149                                                 | 37                                                  | 11                                                  | 1113                                                |
| Fuente: Climate-Data.org                            |                                                     |                                                     |                                                     |                                                     |                                                     |                                                     |                                                     |                                                     |                                                     |                                                     |                                                     |                                                     |                                                     |

### Ubicación geográfica
Se encuentra a una disntacia de 28 km de la cabecera departamental Huehuetenango. En el norte del municipio se encuentra el municipio de San Juan Atitán, al este se encuentran los municipios de San Juan Atitán y San Sebastián Huehuetenango, al oeste se encuentra el municipio de Colotenango y al sur se encuentra el municipio de Santa Bárbara.
|                    | Norte: San Juan Atitán |                                                     |
| Oeste: Colotenango |                        | Este: San Juan Atitán y San Sebastián Huehuetenango |
|                    | Sur: Santa Bárbara     |                                                     |

## Gobierno municipal
Los municipios se encuentran regulados en diversas leyes de la República, que establecen su forma de organización, lo relativo a la conformación de sus órganos administrativos y los tributos destinados para los mismos.  Aunque se trata de entidades autónomas, se encuentran sujetos a la legislación nacional y las principales leyes que los rigen desde 1985 son:
| N.º | Ley                                                | Descripción |
| --- | -------------------------------------------------- | --- |
| 1   | Constitución Política de la República de Guatemala | Tiene una regulación legal específica para los municipios en los artículos 253 al 262. |
| 2   | Ley Electoral y de Partidos Políticos              | Ley de carácter constitucional aplicable a los municipios en el tema de la conformación de sus autoridades electas. |
| 3   | Código Municipal                                   | Decreto 12-2002 del Congreso de la República de Guatemala. Tiene la categoría de ley ordinaria y contiene preceptos generales aplicables a todos los municipios, e inclusive contiene legislación referente a la creación de los municipios.             |
| 4   | Ley de Servicio Municipal                          | Decreto 1-87 del Congreso de la República de Guatemala. Regula las relaciones entra la municipalidad y los servidores públicos en materia laboral. Tiene su base constitucional en el artículo 262 de la constitución que ordena la emisión de la misma. |
| 5   | Ley General de Descentralización                   | Decreto 14-2002 del Congreso de la República de Guatemala. Regula el deber constitucional del Estado, y por ende del municipio, de promover y aplicar la descentralización y desconcentración económica y administrativa.                                |

El gobierno de los municipios está a cargo de un Concejo Municipal mientras que el código municipal —ley ordinaria que contiene disposiciones que se aplican a todos los municipios— establece que «el concejo municipal es el órgano colegiado superior de deliberación y de decisión de los asuntos municipales […] y tiene su sede en la circunscripción de la cabecera municipal»; el artículo 33 del mencionado código establece que «[le] corresponde con exclusividad al concejo municipal el ejercicio del gobierno del municipio».
El concejo municipal se integra con el alcalde, los síndicos y concejales, electos directamente por sufragio universal y secreto para un período de cuatro años, pudiendo ser reelectos.
Existen también las Alcaldías Auxiliares, los Comités Comunitarios de Desarrollo (COCODE), el Comité Municipal del Desarrollo (COMUDE), las asociaciones culturales y las comisiones de trabajo. Los alcaldes auxiliares son elegidos por las comunidades de acuerdo a sus principios y tradiciones, y se reúnen con el alcalde municipal el primer domingo de cada mes, mientras que los Comités Comunitarios de Desarrollo y el Comité Municipal de Desarrollo organizan y facilitan la participación de las comunidades priorizando necesidades y problemas.
Los alcaldes que ha habido en el municipio son:
- 2012-2016: César López Díaz[9]

## Historia de Guatemala

### Reorganización territorial del gobierno de Jorge Ubico
El 17 de octubre de 1933 fue desintegrada la aldea Xemal del municipio de San Rafael Petzal y fue integrada al municipio de Colotenango.
Para afrontar los graves efectos económicos de la Gran Depresión, el gobierno del general Jorge Ubico implementó varias medidas de austeridad, las que en 1935 incluyeron la simplificación de la administración del territorio de la República; como parte de este esfuerzo, los municipios de San Rafael Petzal y San Gaspar Ixchil fueron integrados como aldeas al municipio de Colotenango, aunque en el 1947 el gobierno del Dr. Juan José Arévalo los categorizó nuevamente como municipios.[cita requerida]

### Minas de San Ildefonso Ixtahuacán
El municipio de San Ildefonso Ixtahuacán se convirtió en el centro de comercio principal de los municipios de Cuilco, Colotenango, San Sebastián Huehuetenango, San Rafael Petzal, Santa Bárbara, Concepción Tutuapa, San Gaspar Ixchil y San Pedro Necta cuando se descubrieron unas minas el 15 de julio de 1958.  Inmediatamente se comenzaron a pedir los derechos de explotación de las minas y el 6 de octubre de 1960 se les fue otorgada; durante las décadas de 1970 y 1980 la región cobró mucha relevancia gracias a las minas «La Florida» y «Los Lirios».